# 英格林山脈
在托爾金（J. R. R. Tolkien）科幻小說的中土大陸裡，英格林山脈（Ered Engrin）是北部一巨大的山脈。
古老的英格林山脈西接伊瑞德隆（Ered Luin），東壤紅山脈（Orocarni），但維拉（Vala）及米爾寇（Melkor）之間的戰爭把山脈扭曲。
米爾寇的巨大要塞安格班（Angband）及烏塔莫（Utumno）建於英格林山脈內。山脈以北是苦寒之地佛洛威治（Forodwaith）。
憤怒之戰（War of Wrath）後，英格林山脈遭受破壞，山脈大部分消失。在第三紀元，殘留的部分包括伊利雅德（Eriador）北部的安格馬山脈（Mountains of Angmar）和大荒原（Wilderland）北部的伊瑞德米斯林（Ered Mithrin）及鐵丘陵（Iron Hills）。